# Vanraure Hachinohe
Il Vanraure Hachinohe (ヴァンラーレ八戸?, Vanrāre Hachinohe) è una società calcistica giapponese con sede nella città di Hachinohe. Milita nella J3 League, la terza divisione del campionato giapponese.
Il nome Vanraure deriva dalla combinazione dei due aggettivi italiani "derivante" e "australe": ciò è riferito all’origine della fondazione del club, che è avvenuta nella zona meridionale della città di Hachinohe, più precisamente nei pressi di Nangō.

## Storia
Fondato nel 2006 dalla fusione dell’Hachinohe Industry SC e del Nangō FC, il club si iscrisse alla seconda divisione settentrionale del Tōhoku Soccer League, il campionato regionale dedicato alle squadre con sede nella regione di Tōhoku.
A causa del terremoto e del maremoto che colpirono pesantemente la regione nel 2011, la seconda divisione settentrionale del Tōhoku Soccer League si fuse temporaneamente con quella meridionale. Al termine della stagione, il Vanraure Hachinohe si classificò al primo posto, ma non ottenne la qualificazione alla lega successiva poiché nel regolamento del campionato regionale non erano previste promozioni. 
Nell’anno seguente, ormai riparati i danni causati dalla catastrofe naturale, il Vanraure Hachinohe giunse seconda nella seconda divisione del Tōhoku Soccer League, ottenendo così la promozione in prima divisione.
Nel 2013, con un trionfo anche nella prima divisione, raggiunse la Japan Football League, il quarto livello del campionato giapponese. Dopo cinque anni di permanenza nella lega, nel 2018 il club ottenne una storica promozione in J3 League.

## Rosa 2022
Rosa aggiornata al 3 settembre 2022.
| N. |                     | Ruolo | Calciatore       |
| -- | ------------------- | ----- | ---------------- |
| 1  | Giappone (bandiera) | P     | Kazuki Hattori   |
| 2  | Giappone (bandiera) | C     | Aoi Satō         |
| 3  | Giappone (bandiera) | D     | Kazuki Satō      |
| 4  | Giappone (bandiera) | D     | Ryūsei Shimodo   |
| 5  | Giappone (bandiera) | D     | Shūya Akamatsu   |
| 6  | Giappone (bandiera) | C     | Masanobu Komaki  |
| 7  | Giappone (bandiera) | C     | Taichi Nakamura  |
| 8  | Giappone (bandiera) | A     | Jun Arima        |
| 9  | Giappone (bandiera) | A     | Takumi Shimada   |
| 10 | Giappone (bandiera) | C     | Shōchi Niiyama   |
| 11 | Giappone (bandiera) | A     | Kai Sasaki       |
| 13 | Giappone (bandiera) | C     | Satoru Maruoka   |
| 14 | Giappone (bandiera) | C     | Kōki Maezawa     |
| 15 | Giappone (bandiera) | D     | Takeru Itakura   |
| 16 | Giappone (bandiera) | D     | Daichi Kobayashi |
| 17 | Giappone (bandiera) | C     | Kōichi Miyao     |

| N. |                     | Ruolo | Calciatore       |
| -- | ------------------- | ----- | ---------------- |
| 18 | Giappone (bandiera) | C     | Ryō Watanabe     |
| 20 | Giappone (bandiera) | A     | Yūsei Kayanuma   |
| 22 | Giappone (bandiera) | C     | Kazuma Tsuboi    |
| 23 | Giappone (bandiera) | P     | Daiki Koike      |
| 24 | Giappone (bandiera) | D     | Naoyuki Yamada   |
| 25 | Giappone (bandiera) | D     | Tomoyuki Hirose  |
| 27 | Giappone (bandiera) | C     | Kazuya Niwa      |
| 28 | Giappone (bandiera) | A     | Shunsuke Ebata   |
| 29 | Giappone (bandiera) | A     | Kōsuke Takebe    |
| 32 | Giappone (bandiera) | C     | Masashi Kokubun  |
| 33 | Giappone (bandiera) | P     | Hayate Tsuta     |
| 38 | Giappone (bandiera) | D     | Kōdai Fujii      |
| 39 | Giappone (bandiera) | D     | Teppei Chikaishi |
| 41 | Giappone (bandiera) | C     | Ryūsei Nose      |
| 48 | Giappone (bandiera) | C     | Yūki Aida        |